# 1743
1743 (MDCCXLIII) var ett normalår som började en tisdag i den gregorianska kalendern och ett normalår som började en lördag i den julianska kalendern.

## Händelser

### Februari
- 14 februari – Henry Pelham väljs till brittisk premiärminister.

### Mars
- 14 mars – Ostindiefararen Götheborg ger sig ut på sin sista resa.[1]
- Mars – Det svenska bondeståndet väljer den danske kronprinsen Fredrik till svensk tronföljare, eftersom de inte vill ha Adolf Fredrik.

### Maj
- 20 maj – Svenska flottan besegras av den ryska i sjöslaget vid Korpoström.
- Maj – De tre högre svenska stånden lovar att välja Rysslands kandidat, Adolf Fredrik, i utbyte mot en billig fred.

### Juni
- 11 juni – En upprorisk bondehär tågar från Falun för att förhindra valet av Adolf Fredrik till tronföljare och få de ansvariga för nederlaget i kriget att ställas till svars.
- 16 juni – Preliminär fred sluts mellan Sverige och Ryssland.
- 22 juni – Dalkarlarna rycker fram till Gustav Adolfs torg där de skingras av kungatrogna trupper. Detta det sista bondeupproret i Sverige kallas Stora daldansen.
- 23 juni – Adolf Fredrik väljs av riksdagen till svensk tronföljare, efter påtryckningar från kejsarinnan Elisabet av Ryssland.
- 27 juni – En österrikisk-brittisk armé under Georg II besegrar en fransk armé i Slaget vid Dettingen under österrikiska tronföljdskriget. Detta är den senaste gången som en brittisk regent själv fört befälet över trupper i fält.

### Juli
- 16 juli – Den svenske generalen Henrik Magnus von Buddenbrock avrättas som straff för "försummelser under kriget mot Ryssland".

### Augusti
- 4 augusti – Den svenske generalen Charles Emil Lewenhaupt d.ä. avrättas som straff för "försummelser under kriget mot Ryssland".
- 7 augusti – Fred sluts mellan Sverige och Ryssland i Åbo. Landet öster om Kymmene älv och Saimen avträds till Ryssland.

### September
- 13 september – Genom fördraget i Worms läggs delar av det österrikiska Lombardiet till Sardinien från hertigdömet Milano.
- September – Danmark hotar Sverige med krig eftersom deras kronprins inte blev vald till svensk tronföljare. Därför tvingas Sverige ta emot en rysk eskader och en armékår på 12.000 man, som skydd mot danskarna.

### December
- 30 december – Eftersom han har hindrat dalkarlarna att ta sig över broarna till Riddarholmen vid upproret utnämns Thure Gustaf Rudbeck till major.

### Okänt datum
- Ständerna fattar beslut om att Svea rikes historia skall skrivas. Olof von Dalin får uppdraget.

## Födda
- 19 februari – Luigi Boccherini, italiensk kompositör.
- 17 mars – Katarina Dasjkova, ordförande för ryska akademien
- 1 april – William Hindman, amerikansk politiker.
- 13 april – Thomas Jefferson, amerikansk statsman och ambassadör, USA:s president 1801–1809.
- 24 april – Edmund Cartwright, brittisk präst och uppfinnare.
- April – Etta Palm d'Aelders, nederländsk författare och feminist.
- 24 maj – Jean Paul Marat, fransk författare och revolutionär.
- 3 juni – Lucia Galeazzi Galvani, italiensk forskare.
- 14 juni – Elisabeth Christina von Linné, svensk botaniker.
- 17 augusti – Madame du Barry, fransk kurtisan, Ludvig XV:s mätress.
- 11 november – Carl Peter Thunberg, svensk botaniker.
- 12 november – Jacques Antoine Hippolyte de Guibert, fransk general och militärteoretiker.

## Avlidna
- 7 januari – Anna Sophie Reventlow, drottning av Danmark och Norge 1721–1730, gift med Fredrik IV.
- 16 juli – Henrik Magnus von Buddenbrock, generallöjtnant i svenska armén (avrättad).
- 4 augusti – Charles Emil Lewenhaupt d.ä., generallöjtnant i svenska armén (avrättad).
- 14 september – Nicolas Lancret, fransk målare.
- 23 september – Erik Benzelius d.y., svensk ärkebiskop sedan 1742.

### Fotnoter
1. ↑  ”Ostindiefararen Götheborg”. 20 juli 1995. http://www.abc.se/~pa/mark/gotheb.htm. Läst 25 mars 2011.